# ISO 3166-2:JP
ISO 3166-2:JP är en ISO-standard som definierar geokoder. Den är en delmängd av ISO 3166-2 och gäller i Japan. Koden är tvådelad och består av ISO 3166-1-koden för Japan (JP), samt en tvåställig underkod för varje prefektur.

## Kodlista

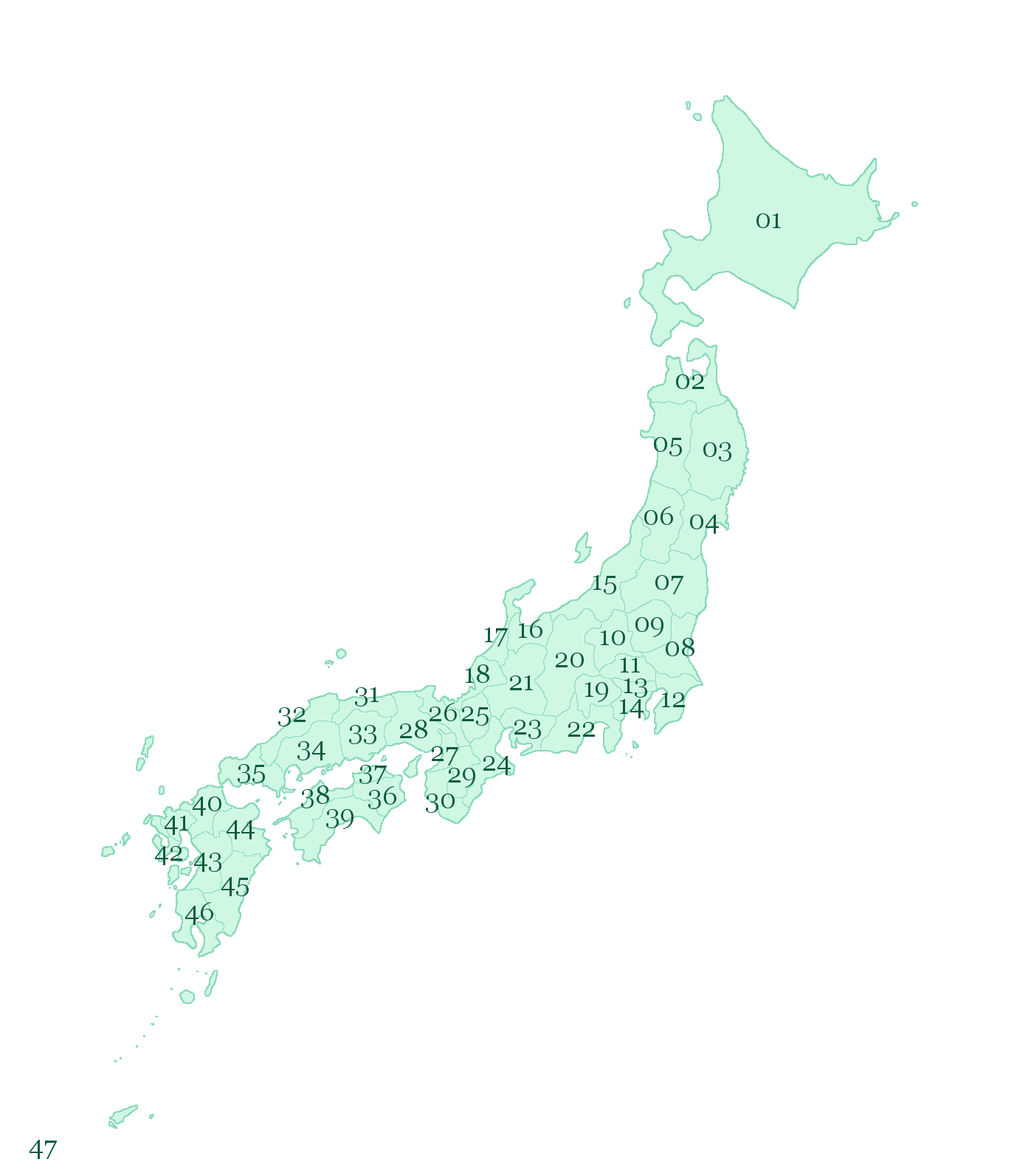
Nummer efter JP

| Kod   | Namn      | Kategori  |
| ----- | --------- | --------- |
| JP-23 | Aichi     | prefektur |
| JP-05 | Akita     | prefektur |
| JP-02 | Aomori    | prefektur |
| JP-38 | Ehime     | prefektur |
| JP-21 | Gifu      | prefektur |
| JP-10 | Gunma     | prefektur |
| JP-34 | Hiroshima | prefektur |
| JP-01 | Hokkaido  | prefektur |
| JP-18 | Fukui     | prefektur |
| JP-40 | Fukuoka   | prefektur |
| JP-07 | Fukushima | prefektur |
| JP-28 | Hyōgo     | prefektur |
| JP-08 | Ibaraki   | prefektur |
| JP-17 | Ishikawa  | prefektur |
| JP-03 | Iwate     | prefektur |
| JP-37 | Kagawa    | prefektur |
| JP-46 | Kagoshima | prefektur |
| JP-14 | Kanagawa  | prefektur |
| JP-39 | Kochi     | prefektur |
| JP-43 | Kumamoto  | prefektur |
| JP-26 | Kyoto     | prefektur |
| JP-24 | Mie       | prefektur |
| JP-04 | Miyagi    | prefektur |
| JP-45 | Miyazaki  | prefektur |
| JP-20 | Nagano    | prefektur |
| JP-42 | Nagasaki  | prefektur |
| JP-29 | Nara      | prefektur |
| JP-15 | Niigata   | prefektur |
| JP-44 | Oita      | prefektur |
| JP-33 | Okayama   | prefektur |
| JP-47 | Okinawa   | prefektur |
| JP-27 | Osaka     | prefektur |
| JP-41 | Saga      | prefektur |
| JP-11 | Saitama   | prefektur |
| JP-25 | Shiga     | prefektur |
| JP-32 | Shimane   | prefektur |
| JP-22 | Shizuoka  | prefektur |
| JP-12 | Chiba     | prefektur |
| JP-09 | Tochigi   | prefektur |
| JP-36 | Tokushima | prefektur |
| JP-13 | Tokyo     | prefektur |
| JP-31 | Tottori   | prefektur |
| JP-16 | Toyama    | prefektur |
| JP-30 | Wakayama  | prefektur |
| JP-06 | Yamagata  | prefektur |
| JP-35 | Yamaguchi | prefektur |
| JP-19 | Yamanashi | prefektur |